# Кирилл (Платонов-Богословський)

Архієпи́скоп Кири́ло (в миру Костянтин Лук'янович Богословський-Платонов; 14 (25) травня 1788, Воздвиженське — 8 (20) березня 1841, Санкт-Петербург) — єпископ Російської православної церкви, архієпископ Подільський і Брацлавський.

## Біографія
Народився 14 травня 1788 року у селі Воздвиженському (біля Троїце-Сергієвої лаври) в сім'ї священика.
Навчався в Троїце-Сергієвій духовній семінарії.
Після смерті батька в 1806 році був стипендіатом митрополита Платона (Левшина).
У 1809 році вступив до Санкт-Петербурзької духовної академії.
У 1814 році закінчив курс духовної академії зі ступенем магістра і залишений у ній бакалавром.
28 серпня 1814 пострижений у чернецтво.
У 1817 році призначений ректором Полтавської духовної семінарії і в тому ж році 29 червня — архімандритом-настоятелем Мгарського Спасо-Преображенського Лубенського монастиря.
З 1819 року — ректор Московської духовної академії і настоятель Московського Новоспаського монастиря.
У 1822 році здобув ступінь доктора богослов'я.
Уже в роки ректорсько-викладацької діяльності він був активним учасником в справі перекладу на російську мову Святого Письма. Він перший почав читати російською мовою свої лекції з догматичного богослов'я.
З 26 жовтня 1824 хіротонізований в єпископа Дмитровського, вікарія Московської єпархії.
Вступивши на пост архіпастирського служіння, преосвященний Кирило зарекомендував себе пастирем милостивим, по-батьківськи добрим до сиріт, чуйним до бідних, поблажливим до немочей і помилок своїх чад, християнськи терплячим і справедливим, близьким і доступним у спілкуванні для всіх.
26 березня 1827 призначений єпископом Вятским і Слобідським.
У Вятської єпархії він дбав про поширення Православ'я в середовищі іновірного населення. Він заснував чотири школи для вотяків і доручив перевести для них Євангеліе. Архієпископ Кирило відомий і як старанний місіонер.
24 січня 1832 возведений у сан архієпископа Подільського і Брацлавського.
Прагнув усунути усілякі негаразди єпархіального життя, піклувався про поліпшення православного богослужіння, побудову церков та благоустрій бідних монастирів і духовних навчальних закладів, прагнув поліпшити матеріальне становище духовенства і нижчих кліриків. Особливо не любив позовів між духовенством, всі суперечки вирішував швидко і справедливо, намагався всіх примирити. Про нього збереглися навіть особливі приказки: «Кирило всіх мирив», «Кирило милості творив».
Преосвященний Кирило перебував у найближчих стосунках з митрополитом Московським Філаретом і користувався великим розташуванням цього знаменитого ієрарха. Збереглося сорок листів митрополита Філарета до преосвященного Кирила, в яких московський святитель давав преосвященному свої поради і настанови з різних життєвих питань.
В особистому житті він був строгим аскетом. По середах і п'ятницях нічого не споживав, крім проскури і чаю. Всі гроші роздавав бідним. В останні дні життя в Санкт-Петербурзі він не мав грошей навіть на купівлю недорогих ліків.
Як архіпастир преосвященний Кирило був чудовим проповідником. Його богослужіння і проповіді збирали маси слухачів, у числі яких бували католики, представники Польського товариства і навіть євреї.
Помер 8 березня 1841 в Санкт-Петербурзі, куди був викликаний для присутності в Святійшому Синоді.
Похований в Олександро-Невській лаврі в Златоустівській церкві.
За свою різноманітну церковно-адміністративну та духовно-просвітницьку діяльність преосвященний Кирило залишив про себе пам'ять як про видатного архіпастиря.

## Праці
- Полное собрание проповедей в 3-х частях. — М., 1854. (рос.)
- Собрание слов, говоренных к Вятской пастве. (1832). (рос.)
- Поучительные слова и речи к подольской пастве: в 2 т. — М., 1837.(рос.)
- Поучительные слова на воскресные праздники к подольской пастве. — М., 1840. (рос.)